# Paragoniet

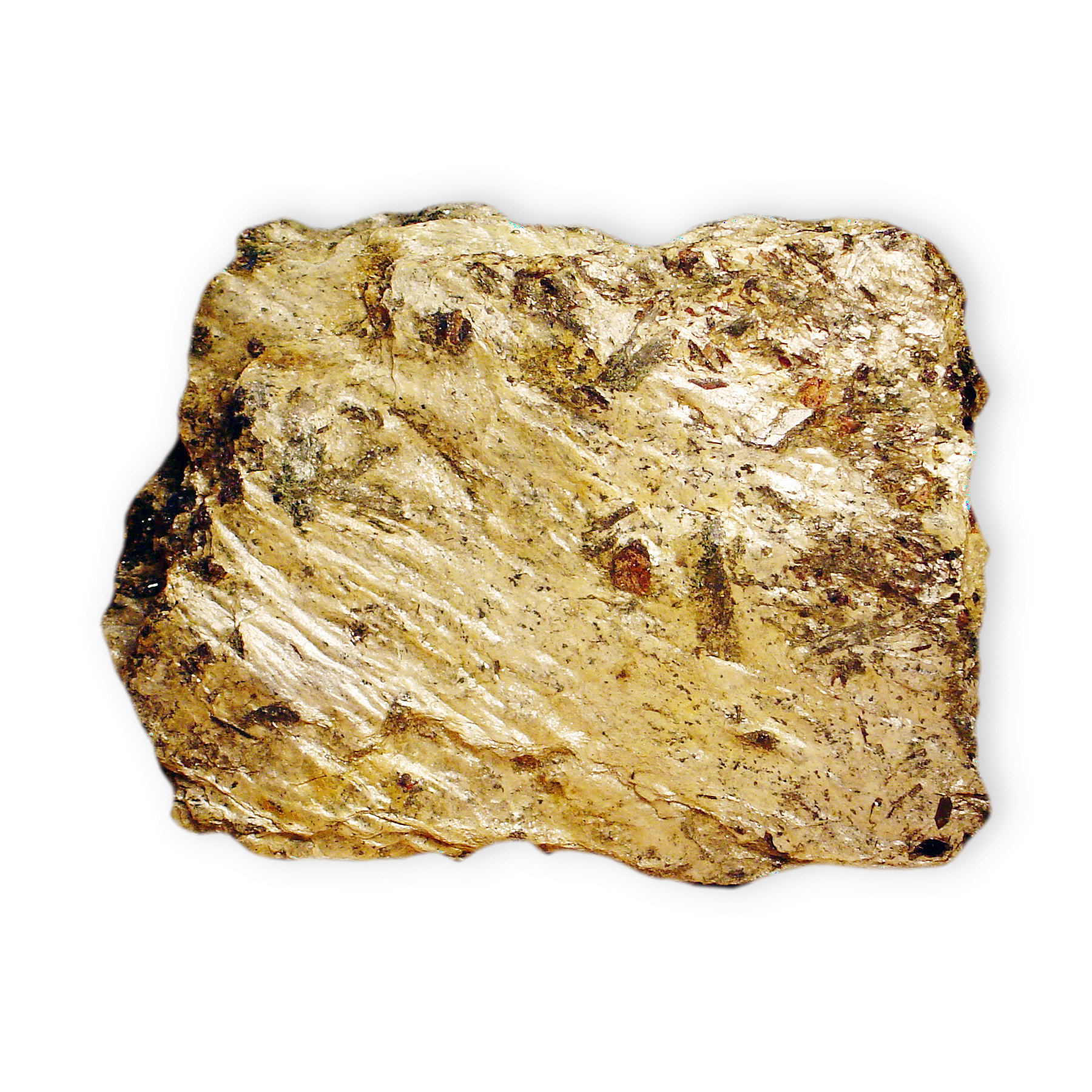
Paragoniet met granaat

Het mineraal paragoniet is een natrium-aluminium-fyllosilicaat, een verbinding van drie fyllosilicaationen met natrium, aluminium en twee hydroxylgroepen met molecuulformule NaAl3Si3O10(OH)2. Het is een fyllosilicaat en een mica. De naam van het mineraal paragoniet is afgeleid van het Griekse παραγειν, paragein, dat misleiden betekent, dit vanwege de verwarring van paragoniet met talk, en van de Duitse uitgang it. Het is doorzichtig tot doorschijnend, is wit of geel, het heeft een parelglans en een witte streepkleur. Het heeft een monoklien kristalstelsel en de splijting is perfect volgens het kristalvlak [001]. Paragoniet heeft een massadichtheid van 2,78 kg/l, de hardheid is 2,5 en het mineraal is niet radioactief. Paragoniet is een algemeen voorkomende mica, die vooral in metamorfe gesteenten zoals schisten en gneisen wordt gevormd, dat bij verschillende temperatuur en druk. De typelocatie is het noorden van kanton Ticino in Zwitserland.